# 18368 Flandrau
18368 Flandrau è un asteroide della fascia principale. Scoperto nel 1991, presenta un'orbita caratterizzata da un semiasse maggiore pari a 1,9275493 UA e da un'eccentricità di 0,0543180, inclinata di 23,79537° rispetto all'eclittica.